# Station Pułtusk
Station Pułtusk is een spoorwegstation in de Poolse plaats Pułtusk.